# Kirijeve anorganske spojine
Iskanje kirijevih spojin je zaradi kratke razpolovne dobe vseh njegovih izotopov zelo oteženo. Kirij naj bi tvoril predvsem binarne spojine – halide, okside, halidne komplekse, halkide in pniktide.

## Seznam
- Dikirijev dioksintimonid – Cm2O2Sb[2]
- Dikirijev dioksisulfat – Cm2O2SO4[2]
- Dikirijev dioksisulfid – Cm2O2S[2]
- Dikirijev dioksitelurid – Cm2O2Te[2]
- Dikirijev trikarbid – Cm2C3[3]
- Dikirijev trikarbonat – Cm2(CO3)3[2]
- Dikirijev trioksid – Cm2O3[4]
- Dikirijev triselenid – Cm2Se3
- Dikirijev trisulfid – Cm2S3[2]
- Dikirijev tritelurid – Cm2Te3[2]
- Heptakirijev dodekoksid – Cm7O12[5]
- Kirijev antimonid – CmSb[2]
- Kirijev arzenid – CmAs[2]
- Kirijev dihidrid – CmH2[2]
- Kirijev dioksibizmid – CmO2Bi[2]
- Kirijev dioksid – CmO2[4]
- Kirijev dioksikarbonat – CmO2CO3[2]
- Kirijev diselenid – CmSe2[2]
- Kirijev disilikat – CmSi2[2]
- Kirijev disulfid – CmS2[2]
- Kirijev ditelurid – CmTe2[2]
- Kirijev fosfid – CmP
- Kirijev nitid – CmN[2]
- Kirijev oksid – CmO[6]
- Kirijev oksiklorid – CmOCl[2]
- Kirijev ortofosfat – CmPO4[2]
- Kirijev silikat – CmSi[2]
- Kirijev telurid – CmTe[5]
- Kirijev tetrafluorid – CmF4[4]
- Kirijev tribromid – CmBr3[4]
- Kirijev trifluorid – CmF3[6]
- Kirijev trihidrid – CmH3[2]
- Kirijev trihidroksid – Cm(OH)3[2]
- Kirijev trijodid – CmI3[4]
- Kirijev trikorid – CmCl3[4]
- Kirijev trinitrat – Cm(NO3)3[2]
- Kirijev trisilikat – CmSi3[2]
- Kirijev tritelurid – CmTe3[2]
- Pentakirijev trisilikat – Cm5Si3[2]
- Trikirijev karbid – CmC3[3]
- Trikirijev tetratelurid – Cm3Te4[5]
- BaCmO3[2]
- CmCuO4[2]
- Cm[Fe(CN)6][2]
- CmO22+[2]
- Cm(PW11O39)210−[2]
- CmOH2+[2]
- CmW10O368−[2]
- Cm(SiW11O39)12−[2]
- CmNbO4[2]
- CmTaO4[2]
- CmAlO3[2]